# Juan de Juni

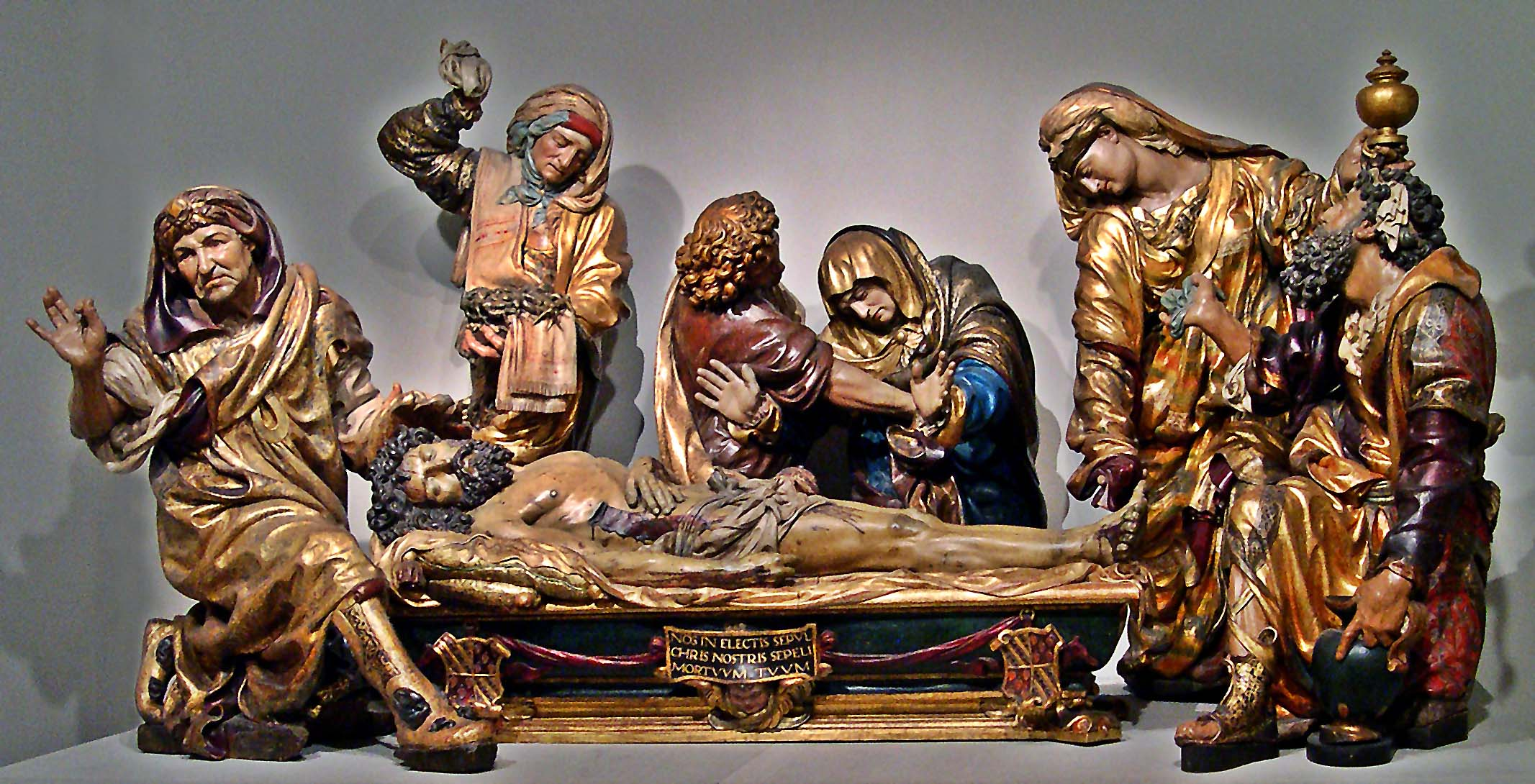
Enterro de Cristo.

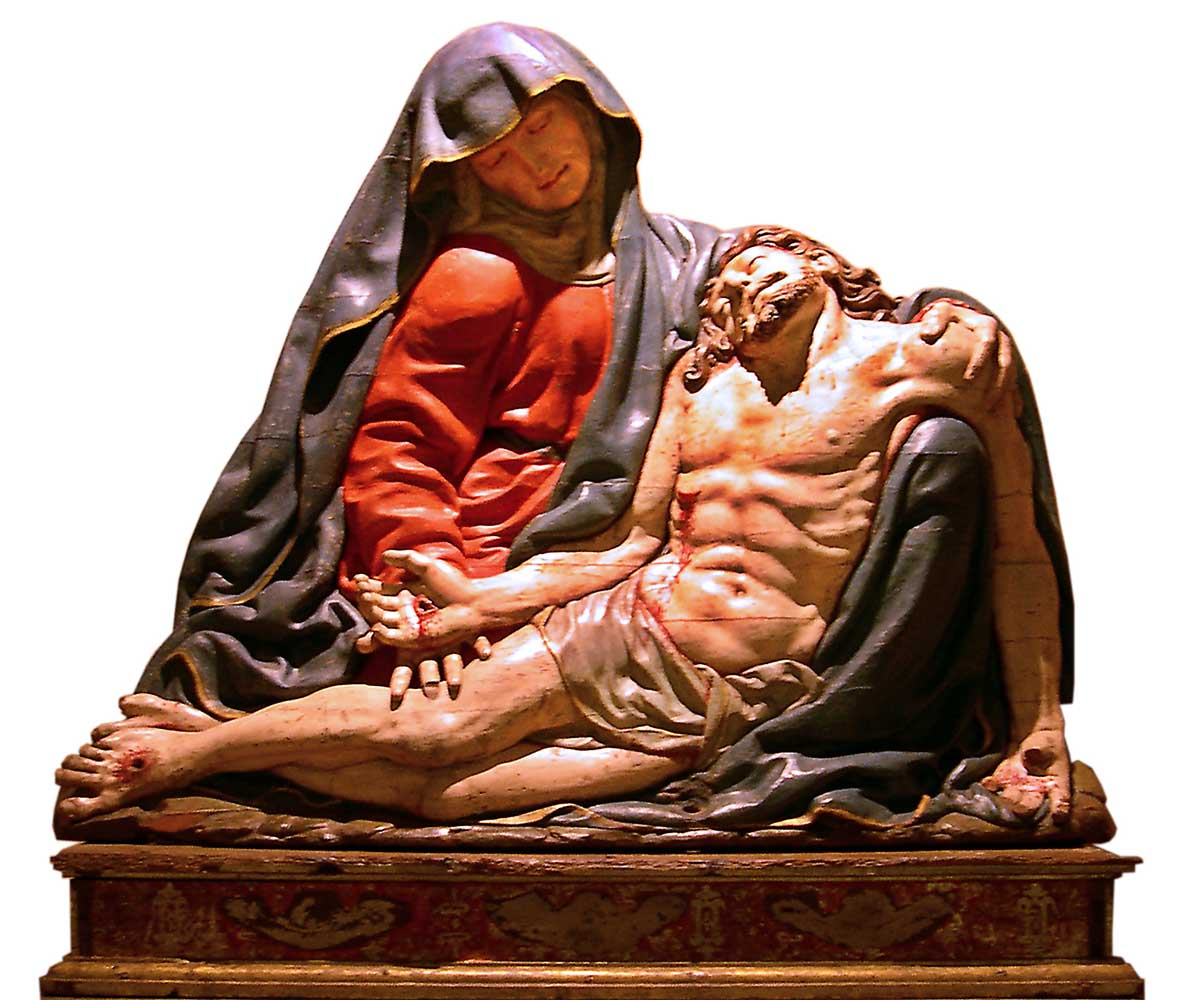
Piedade.

Juan de Juni (Joigny, 1506 – Valladolid, 1577) foi um importante escultor francês radicado na Espanha. Seu nome original parece ter sido Jean de Joigny, e se encontram versões como Juan de Jony e Juan de Juani. Junto com Alonso Berruguete foi o fundador da escola espanhola de escultura.
Recebeu sua formação na França e na Itália, e de lá foi chamado pelo bispo Pedro Álvarez de Acosta para construir o palácio episcopal do Porto. Depois passou para Leão, onde participou da decoração do hospital de São Marcos e do claustro, e trabalhou em Medina de Rioseco, Salamanca e Valladolid, deixando importantes grupos escultóricos.
Depois de vencer um concurso contra um discípulo de Berruguete, Francisco Giralte, sua fama se espalhou e passou a receber muitas encomendas em várias outras cidades. Em 1577 delegou a administração de seus bens a seu filho Isaac de Juni, falecendo logo em seguida.
Sua produção foi quase toda no gênero sacro, e trai a influência de Michelangelo, Claus Sluter, Jacopo della Quercia e da escola borgonhesa. Desenvolveu um estilo intensamente expressivo, capaz de descrever uma grande gama de sentimentos, desde as agonias de Cristo até a douçura da Virgem com seu Menino.